# Kamer te huur
Kamer te huur is een hoorspel van Rhys Adrian. Room to let werd op 30 april 1963 door de BBC uitgezonden. Radio Bremen bracht het reeds op 3 mei 1963 onder de titel Zimmer zu vermieten. De TROS zond het uit op zaterdag 4 april 1981. Voor de vertaling zorgde Hans Karsenbarg, die ook de regie voerde. Het hoorspel duurde 49 minuten.

## Rolbezetting
- Fé Sciarone (vrouw)
- Hans Veerman (man)
- Kees Broos (Lucas Grant)
- Huib Orizand (Donnaway)

## Inhoud
De externe handeling wordt door de titel beschreven (een kinderloos echtpaar biedt een kamer te huur aan. maar wil dat de man als hun zogenaamde neef bij hen intrekt). Daarenboven gelukt het de auteur in een uiterst banaal gebeuren typische gedragswijzen van de mens te ontdekken en zo aan een stuk menselijke realiteit vorm te geven…